# Kanyanagar
Kanyanagar è una suddivisione dell'India, classificata come census town, di 10.193 abitanti, situata nel distretto dei 24 Pargana Sud, nello stato federato del Bengala Occidentale. In base al numero di abitanti la città rientra nella classe IV (da 10.000 a 19.999 persone).

## Geografia fisica
La città è situata a 22° 22' 28 N e 88° 16' 17 E.

## Società

### Evoluzione demografica
Al censimento del 2001 la popolazione di Kanyanagar assommava a 10.193 persone, delle quali 5.215 maschi e 4.978 femmine. I bambini di età inferiore o uguale ai sei anni assommavano a 902, dei quali 437 maschi e 465 femmine. Infine, coloro che erano in grado di saper almeno leggere e scrivere erano 7.947, dei quali 4.422 maschi e 3.525 femmine.